# 자원 접근 제어 기능
자원 접근 제어 기능(Resource Access Control Facility, RACF)은 IBM의 소프트웨어 제품이다. z/OS, z/VM 운영 체제를 위한 접근 제어 및 검사 기능을 제공하는 보안 시스템이다. RACF는 1976년 도입되었다.
주 기능은 다음과 같다:
- 사용자 ID 및 암호 검사를 통해 사용자 식별 및 확인 (인증)
- 시스템 자원의 식별, 분류, 보호
- 보호된 자원으로의 접근 권한 유지 관리 (허가)
- 보호된 자원으로의 접근 수단 제어
- 보호된 시스템과 보호된 자원으로의 접근 정보 기록 (검사)

RACF는 단순한 권한 레코드가 아닌 보안 정책을 수립한다. 파일 패턴에 대한 권한을 설정할 수 있는데, 이는 아직 존재하지 않는 파일에 대해서도 권한을 설정할 수 있다는 의미이다.
RACF는 디지털 인증서/공개 키 기반 서비스, LDAP 인터페이스, 대소문자 구별 ID/비밀 번호와 같은 현대의 보안 기능을 지원하기 위해 지금도 발전되어 오고 있다.

## 참조
1. 1 2  “IBM RACF”. 2012년 8월 17일에 확인함.
2. ↑  “IBM RACF - The History of RACF”. 2012년 8월 17일에 확인함.